# Liste der Kantone im Département Allier
Das Département Allier liegt in der Region Auvergne-Rhône-Alpes in Frankreich. Es untergliedert sich in drei Arrondissements mit 19 Kantonen (französisch cantons).

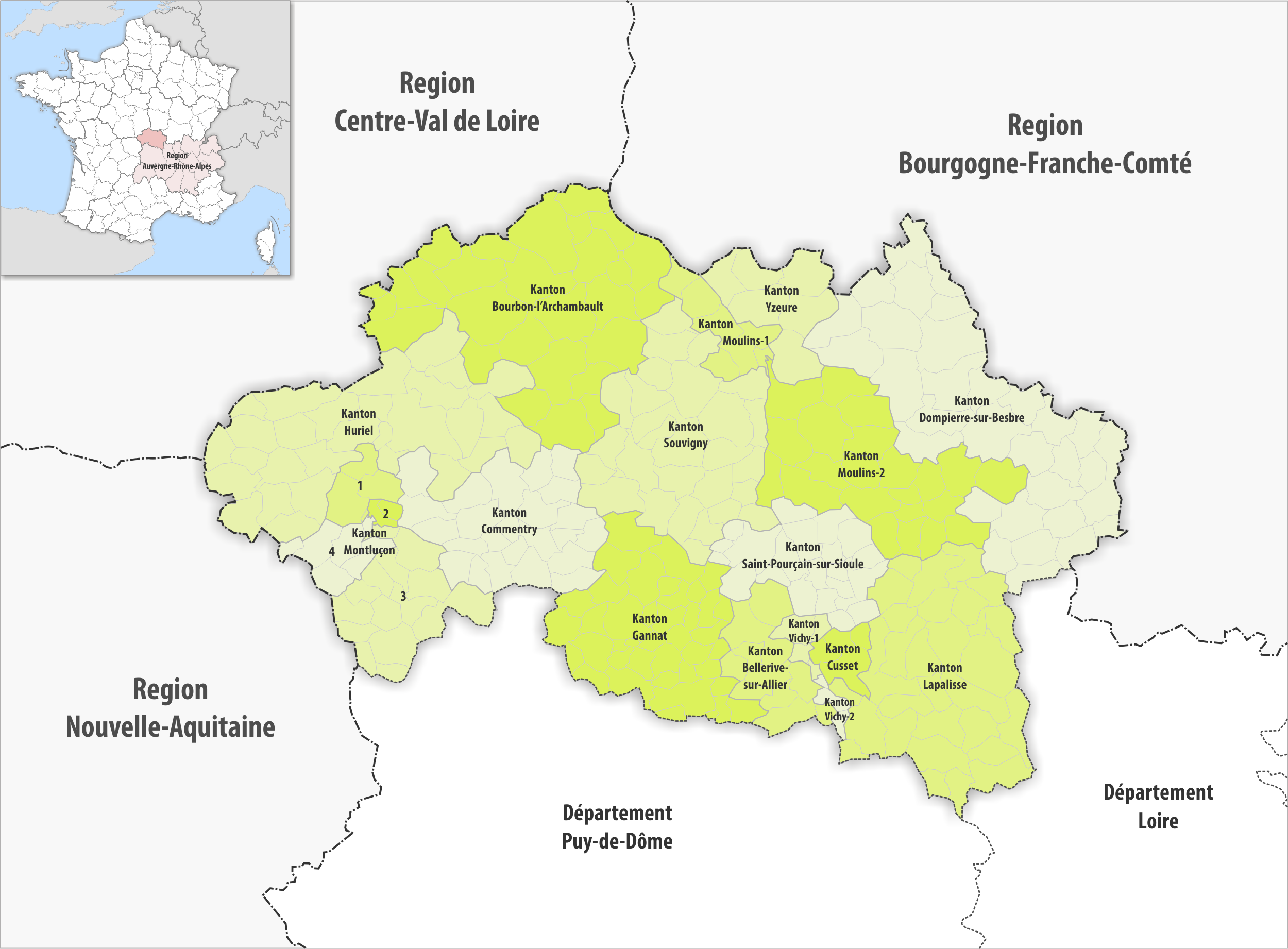
Gemeinden und Kantone im Département Allier

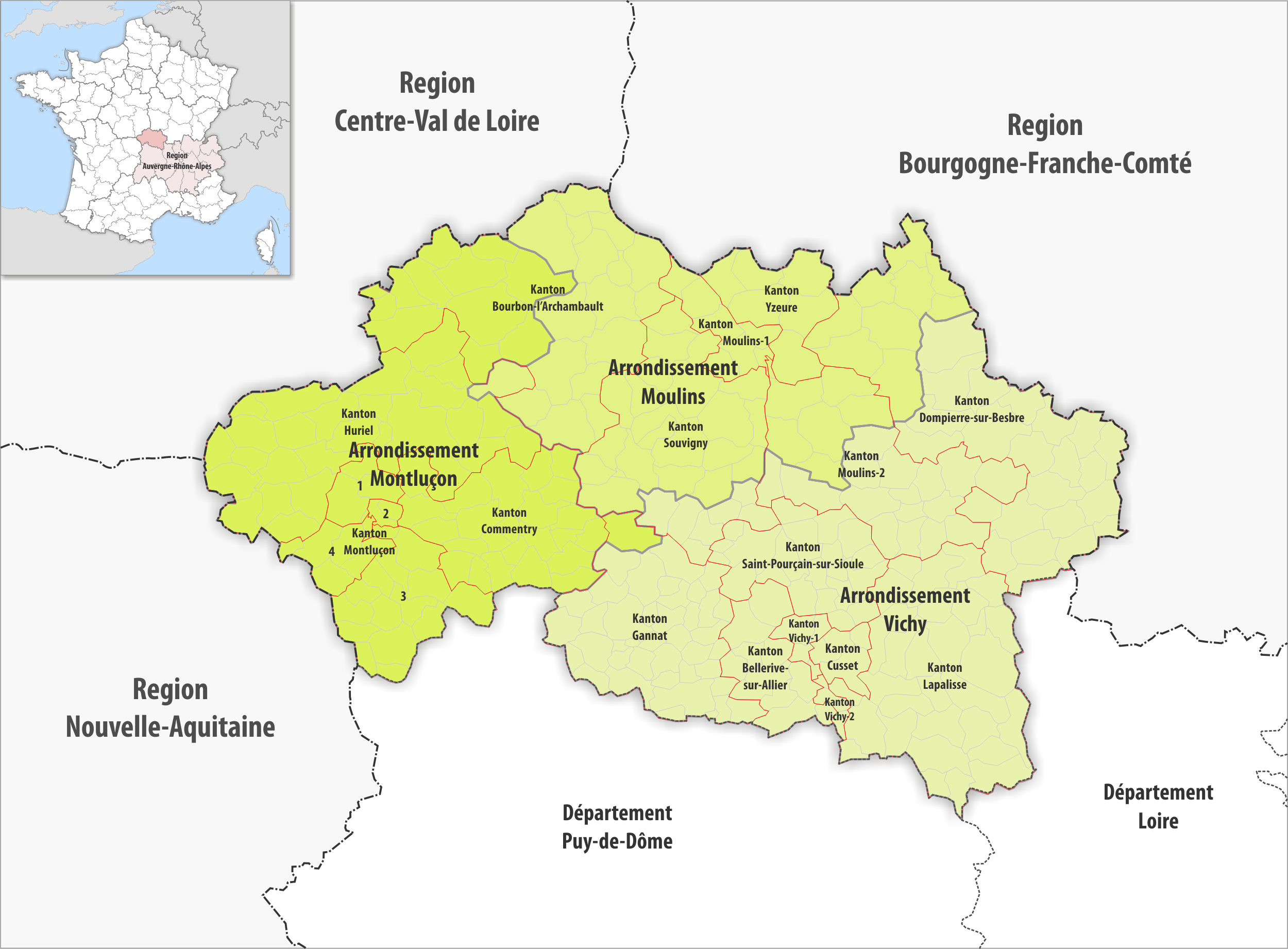
Gemeinden, Arrondissemente und Kantone im Département Allier

| Kanton                    | Gemeinden | Einwohner 1. Januar 2022 | Fläche km² | Dichte Einw./km² | Code INSEE | Arrondissement(e)  |
| ------------------------- | --------- | ------------------------ | ---------- | ---------------- | ---------- | ------------------ |
| Bellerive-sur-Allier      | 11        | 19.501                   | 206,18     | 95               | 0301       | Vichy              |
| Bourbon-l’Archambault     | 28        | 16.641                   | 956,97     | 17               | 0302       | Montluçon, Moulins |
| Commentry                 | 24        | 17.900                   | 474,01     | 38               | 0303       | Montluçon          |
| Cusset                    | 4         | 17.990                   | 63,67      | 283              | 0304       | Vichy              |
| Dompierre-sur-Besbre      | 32        | 19.743                   | 1.006,80   | 20               | 0305       | Moulins, Vichy     |
| Gannat                    | 41        | 19.883                   | 581,48     | 34               | 0306       | Montluçon, Vichy   |
| Huriel                    | 29        | 15.615                   | 813,68     | 19               | 0307       | Montluçon, Moulins |
| Lapalisse                 | 31        | 17.733                   | 767,77     | 23               | 0308       | Vichy              |
| Montluçon-1               | 3 1⁄4     | 15.632                   | 78,32      | 200              | 0309       | Montluçon          |
| Montluçon-2               | 1 ⁄4      | 15.200                   | 16,02      | 949              | 0310       | Montluçon          |
| Montluçon-3               | 14 1⁄4    | 17.940                   | 290,00     | 62               | 0311       | Montluçon          |
| Montluçon-4               | 6 1⁄4     | 15.930                   | 100,30     | 159              | 0312       | Montluçon          |
| Moulins-1                 | 6 1⁄2     | 17.551                   | 122,93     | 143              | 0313       | Moulins            |
| Moulins-2                 | 22 1⁄2    | 19.163                   | 594,09     | 32               | 0314       | Moulins, Vichy     |
| Saint-Pourçain-sur-Sioule | 22        | 18.866                   | 314,94     | 60               | 0315       | Vichy              |
| Souvigny                  | 29        | 14.844                   | 679,09     | 22               | 0316       | Moulins            |
| Vichy-1                   | 3 1⁄2     | 18.377                   | 39,82      | 462              | 0317       | Vichy              |
| Vichy-2                   | 2 1⁄2     | 19.206                   | 19,38      | 991              | 0318       | Vichy              |
| Yzeure                    | 6         | 17.000                   | 214,66     | 79               | 0319       | Moulins            |
| Département Allier        | 317       | 334.715                  | 7.340,11   | 46               | 03         | –                  |

## Liste ehemaliger Kantone
Bis zum Neuzuschnitt der französischen Kantone im März 2015 war das Département Allier wie folgt in 35 Kantone unterteilt:
| Arrondissement | Kantone |
| -------------- | --- |
| Montluçon      | Cérilly, Commentry, Domérat-Montluçon-Nord-Ouest, Ébreuil, Hérisson, Huriel, Marcillat-en-Combraille, Montluçon-Est, Montluçon-Nord-Est, Montluçon-Ouest, Montluçon-Sud, Montmarault |
| Moulins        | Bourbon-l’Archambault, Chantelle, Chevagnes, Dompierre-sur-Besbre, Lurcy-Lévis, Le Montet, Moulins-Ouest, Moulins-Sud, Neuilly-le-Réal, Saint-Pourçain-sur-Sioule, Souvigny, Yzeure  |
| Vichy          | Cusset-Nord, Cusset-Sud, Le Donjon, Escurolles, Gannat, Jaligny-sur-Besbre, Lapalisse, Le Mayet-de-Montagne, Varennes-sur-Allier, Vichy-Sud                                          |